# بال‌پهن دیدو
بال‌پهن دیدو (نام علمی: Philaethria dido) پروانه‌ای است در خانواده فرچه‌پایان که در دامنه‌های رشته کوه آند در آمریکای جنوبی زندگی می‌کند. طول پهنای بال این پروانه ۱۱ سانتی‌متر است. روی بال‌های پروانه‌های بال‌پهن دیدو الگوها به رنگ سیاه و سبز است. بازه زمانی پرواز این پروانه از ماه ژوئیه تا دسامبر است.